# Бялка-Татшанська
Бялка-Татранська (пол. Białka Tatrzańska) — село в Польщі, у гміні Буковина-Татранська Татранського повіту Малопольського воєводства.
Населення — 2261 особа (2011).
У 1975-1998 роках село належало до Новосондецького воєводства.

## Демографія
Демографічна структура станом на 31 березня 2011 року:
|          | Загалом | Допрацездатний вік | Працездатний вік | Постпрацездатний вік |
| -------- | ------- | ------------------ | ---------------- | -------------------- |
| Чоловіки | 1147    | 248                | 761              | 138                  |
| Жінки    | 1114    | 212                | 667              | 235                  |
| Разом    | 2261    | 460                | 1428             | 373                  |